# 中野四季の都市
中野四季の都市（なかのしきのまち）は、東京都中野区中野四丁目にあった警察大学校等跡地にできた再開発地域である（「なかの新都心」などと呼ばれることもある）。敷地内にはオフィスビル（当該地区は中野セントラルパークと呼ばれている）、防災公園、大学キャンパスなどができ、今後も再開発がなされる予定である。

## 歴史

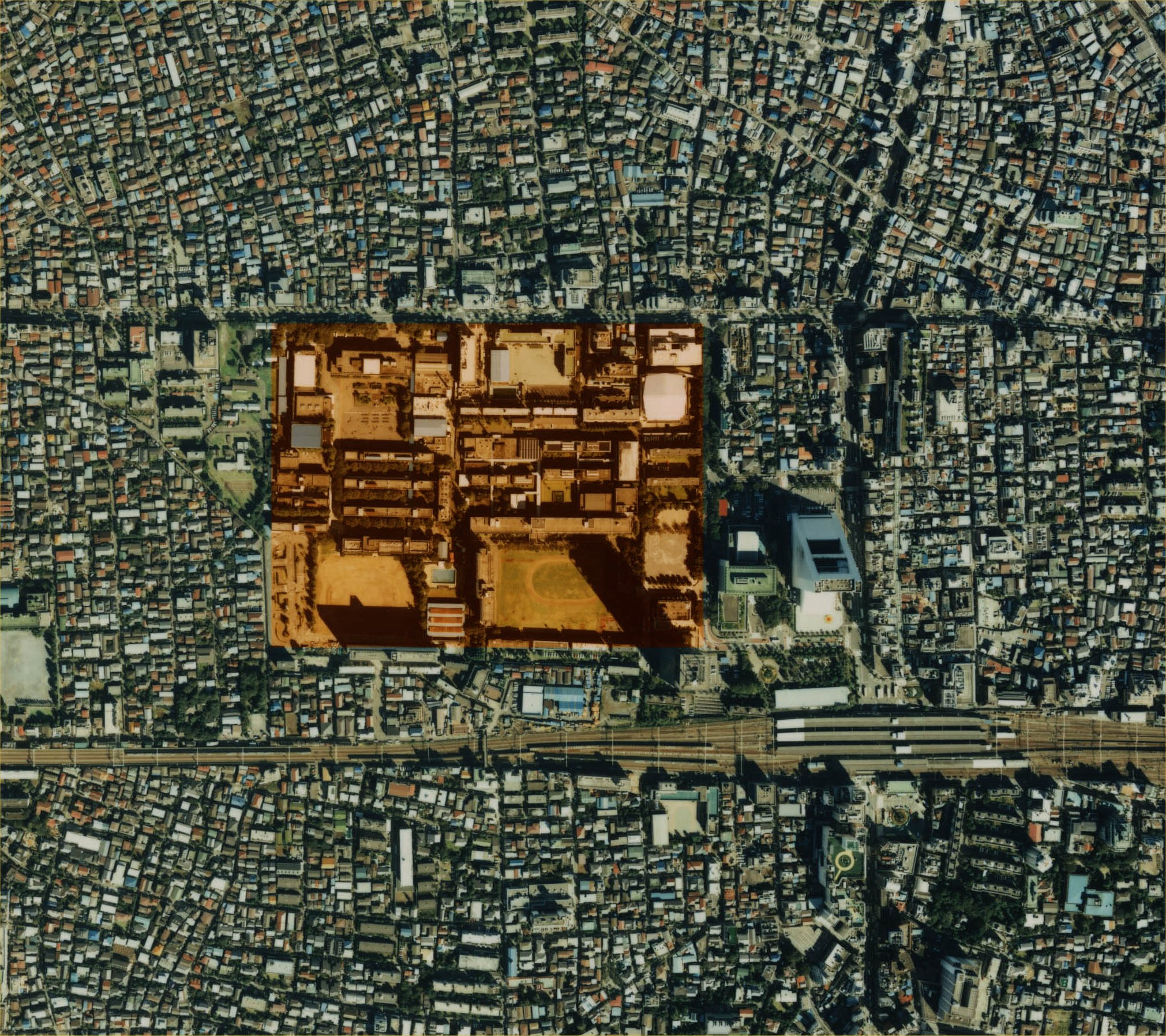
1989年に撮影された中野駅とその周辺。写真下部に中央線の線路、右下に中野駅が見える。オレンジ色に着色されているところが警察大学校や警視庁警察学校があった付近で、現在の中野四季の都市になっている部分である。

この地は江戸時代、生類憐れみの令で有名な五代将軍徳川綱吉が設けた野犬保護施設である「お囲い犬屋敷」があった。中野四丁目の旧名「囲町」はこれに由来する。この屋敷の広さは現在の中野区役所付近を中心として中野四季の都市を含めた約30万坪の土地にもなり、生類憐れみの令で殺生が禁じられた野犬の保護が行われていた。この施設は1695年（元禄8年）から綱吉の死去によって1709年（宝永6年）に廃止されるまで続いた。その後徳川吉宗の時代になるとお囲い跡の一部に桃の木が植えられ、江戸市民に親しまれたという。
時は明治時代になり中野四季の都市のある一帯は陸軍の施設が置かれた。一帯には陸軍の鉄道隊・電信隊・気球隊が1897年（明治30年）に置かれ、後に交通兵団司令部も置かれた。その後鉄道隊・気球隊が千葉県に移り、一帯は電信隊のみが置かれ第一電信連隊と称した。その後1939年（昭和14年）に陸軍中野学校が移転・開設された。
戦後、跡地には警察大学校と警視庁警察学校が置かれ、2001年（平成13年）まで使われた。警察学校などが府中市に移転後、跡地の再開発がなされ、2012年3月23日に区画道路が開通、以後、オフィスビルや大学施設、防災公園、病院などが建ち並ぶ施設へと変わった。
- 施工地区面積:約16.8ヘクタール

## 主な施設

### オフィスビル
両棟とも事業主として東京建物が関与している。

#### NAKANO CENTRAL PARK EAST（中野セントラルパークイースト）
敷地東部に位置するオフィスビル。
概要
- 敷地面積:6045m2
- 地下2階　地上10階
- 高さ50.60m
- 竣工:2012年3月

テナント
- 栗田工業[2]（7階〜10階）

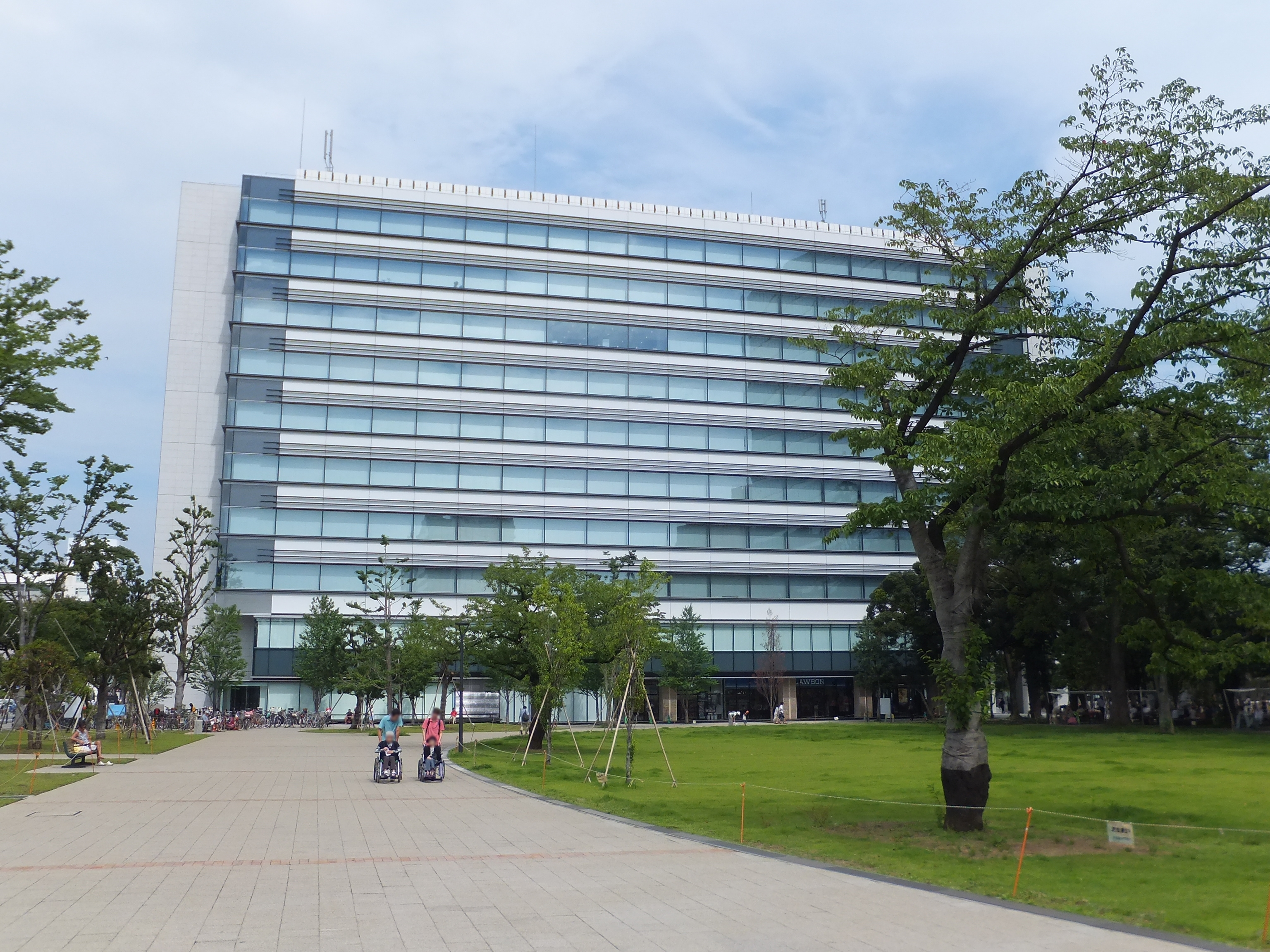
中野セントラルパークイースト

- 東映アニメーション 本社・中野オフィス[3]（5階）
- ディ・アイ・システム 東京本社[4]（2階）
- 日本無線 本社事務所[5]

#### NAKANO CENTRAL PARK SOUTH（中野セントラルパークサウス）
敷地南部に位置するオフィスビル。
概要
- 敷地面積:23,835m2
- 地下1階　地上22階
- 高さ99.95m
- 竣工:2012年6月

テナント

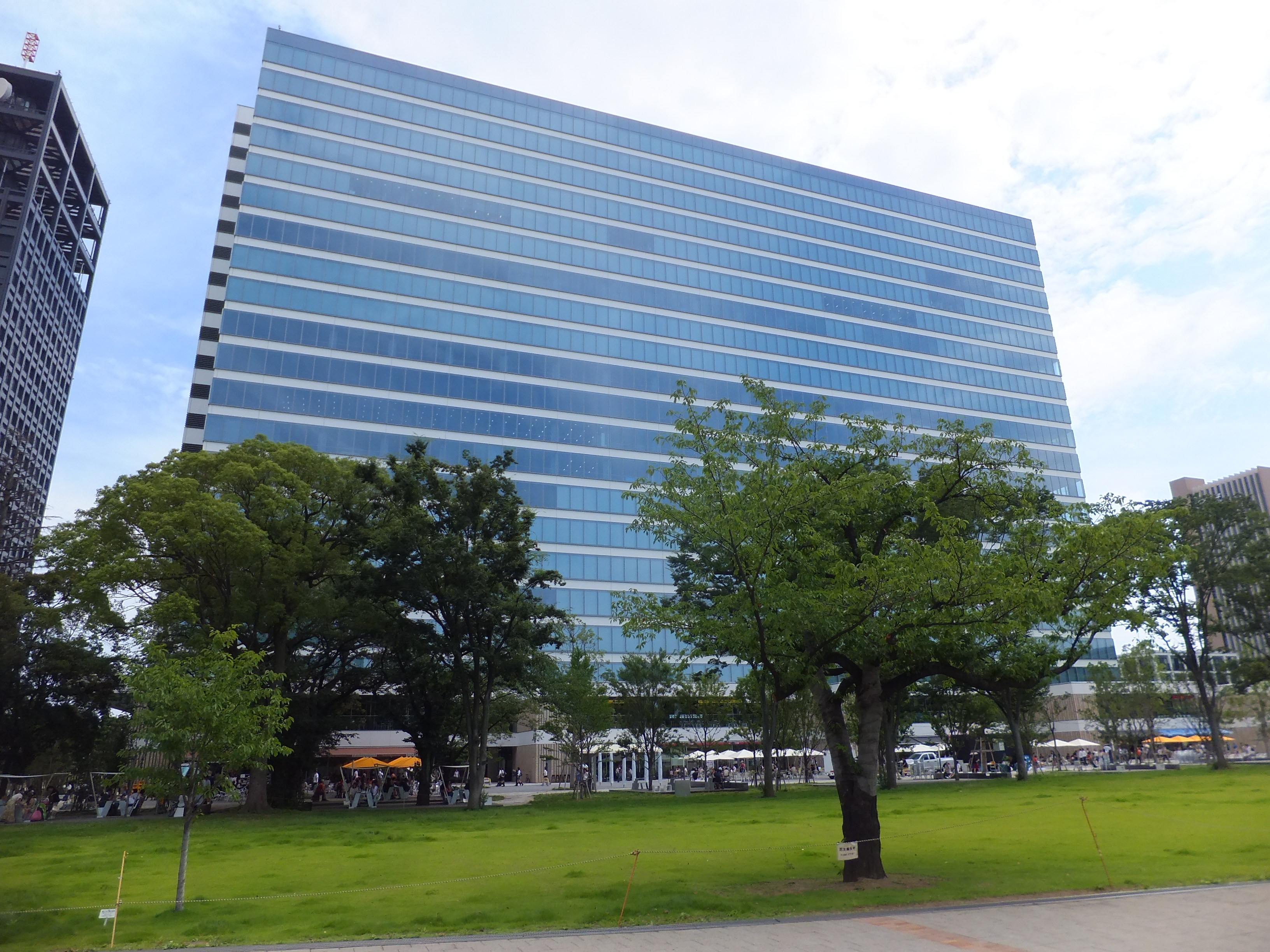
中野セントラルパークサウス

- キリンホールディングス本社[7]（17階～21階）
  - キリン
  - キリンビール
  - キリンビバレッジ
  - メルシャン
  - キリンシティ
  - キリングループロジスティクス
- チューリッヒ保険[8]（16階）
- オープンハウス・アーキテクト[9]（15階）
- ボストン・サイエンティフィック 日本本社・東京営業所[10]（15・16階）
- 全国健康保険協会 東京支部[11]（7階）
- HOYA メディカル事業部 日本統括本部[12]（6階）
- 損害保険ジャパン[13]（4・5階）
- 構造計画研究所 中野イノベーションオフィス[14]（2階）
- コングレ コングレスクエア[15]（1・B1階）

### 公園

#### 中野四季の森公園

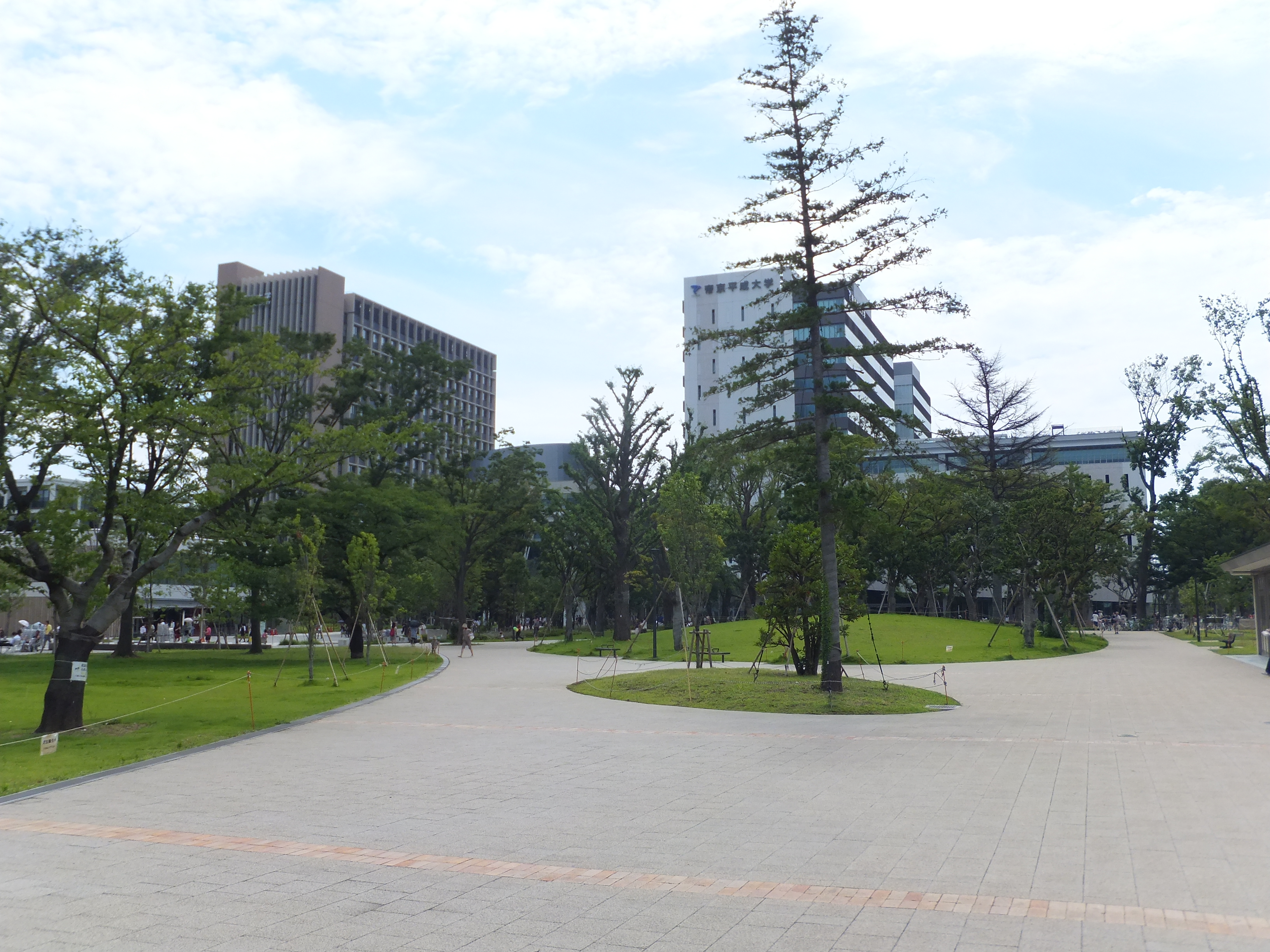
中野四季の森公園

敷地中央部にできた防災公園。面積は約1.5ha。広場などが主体の公園で近隣のオフィスビルで働く人や大学キャンパスの学生など多くの人に利用されている。中野にぎわいフェスタなどの大型イベントをはじめ、大規模災害時にはそれに対応できる様に防災施設も備わっている。公園は道路の反対側にも拡張された。
なお、園内への自転車の乗り入れは規制されており、走行はできない（降りた上で押しながら通過することは可能）。
- 開園 - 2012年4月1日

### 大学キャンパス
敷地西部一帯に早稲田大学・明治大学・帝京平成大学の3つの校舎が建つ。

#### 早稲田大学中野キャンパス（中野国際コミュニティプラザ）

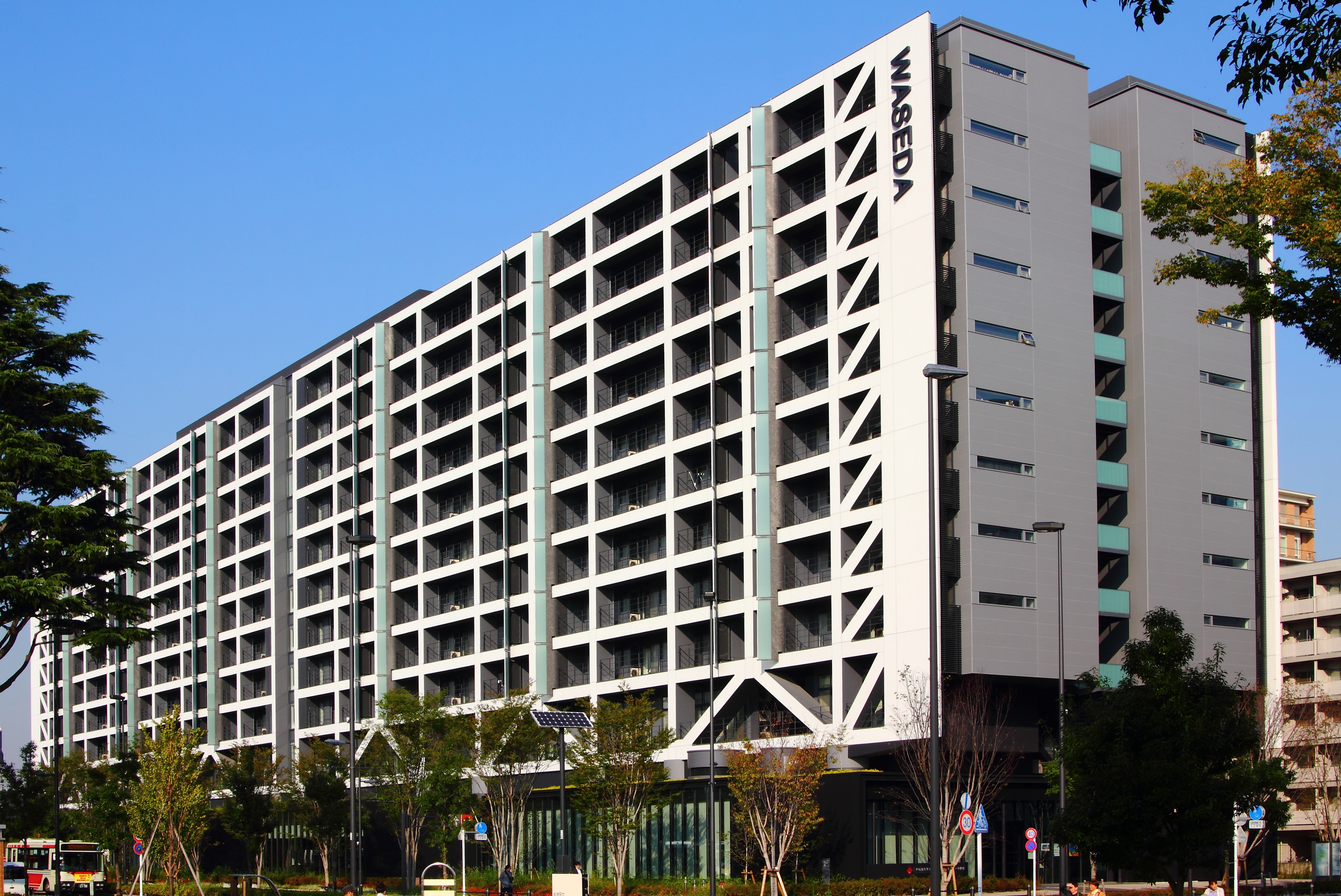
早稲田大学 中野国際コミュニティプラザ

早稲田大学による新キャンパス。新キャンパス内には留学生などを含む寄宿舎と地域に開かれた生涯学習の場を提供する施設ができた。
概要
- 地下1階 地上11階
- 敷地面積:約7710m2
- 高さ約39m
- 2014年3月竣工

#### 明治大学中野キャンパス

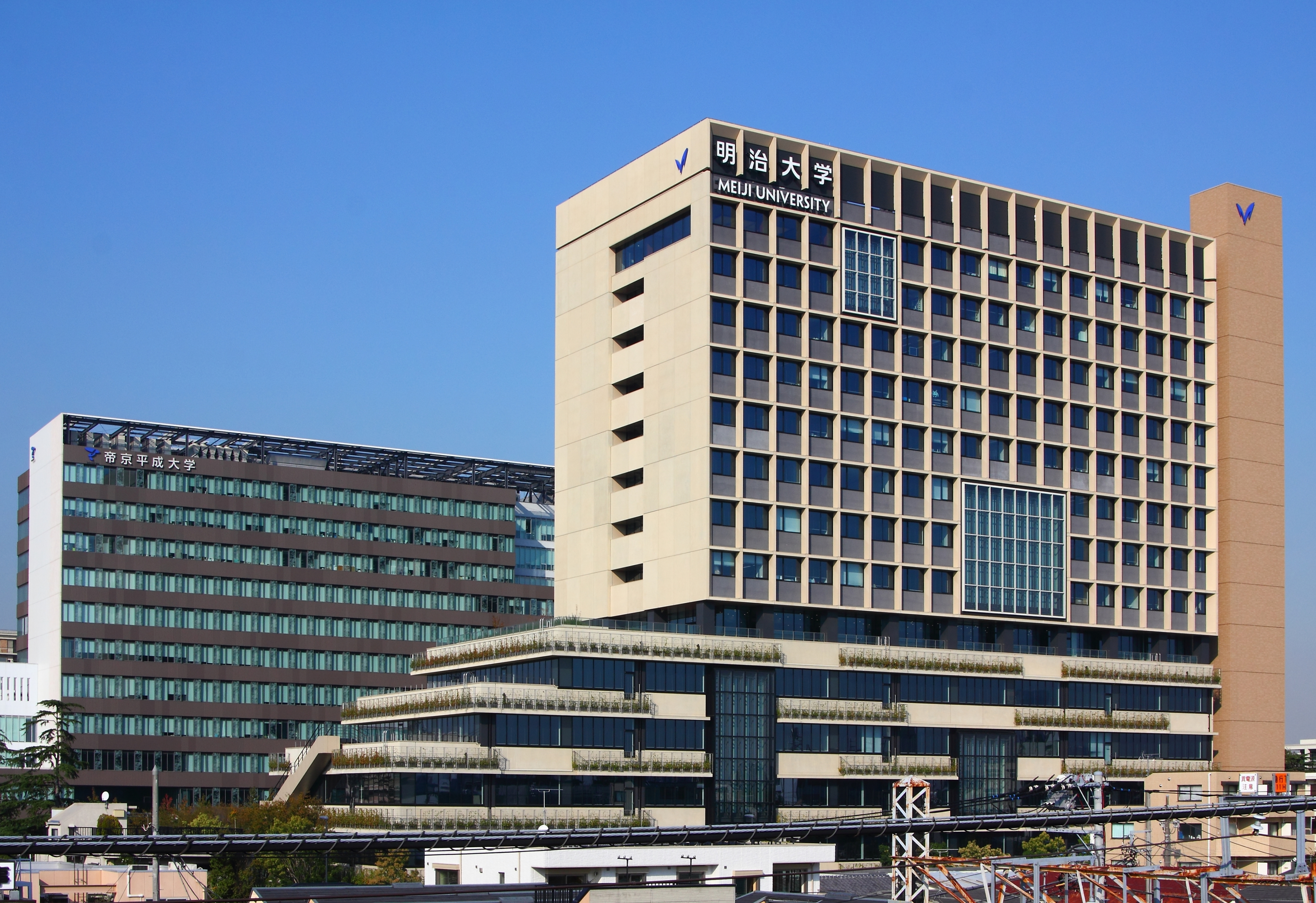
明治大学 中野キャンパス（後方の建物は帝京平成大学）

明治大学による新キャンパス。国際日本学部や総合数理学部などの学部・大学院が進出。
概要
- 設計・監理：三菱地所設計、施工：清水建設
- 地下1階 地上14階
- 敷地面積:約16000m2
- 高さ約64m
- 2013年1月竣工

#### 帝京平成大学中野キャンパス

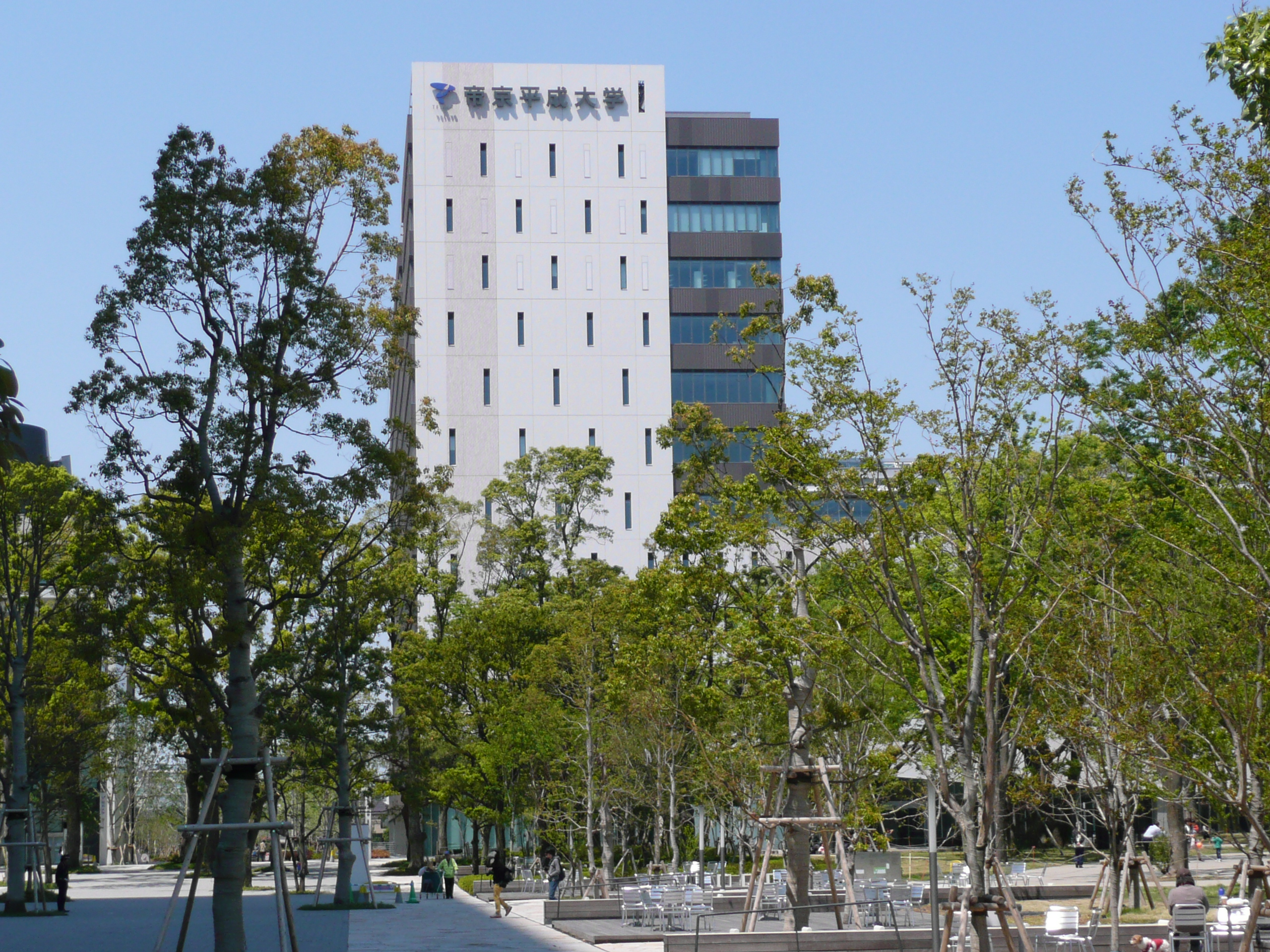
帝京平成大学 中野キャンパス

帝京平成大学による新キャンパス。薬学部・現代ライフ学部・ヒューマンケア学部の看護学科の学部や大学院が進出。
概要
- 地下1階 地上12階
- 敷地面積:約16000m2
- 高さ約55m
- 2012年12月竣工

### 病院

#### 東京警察病院

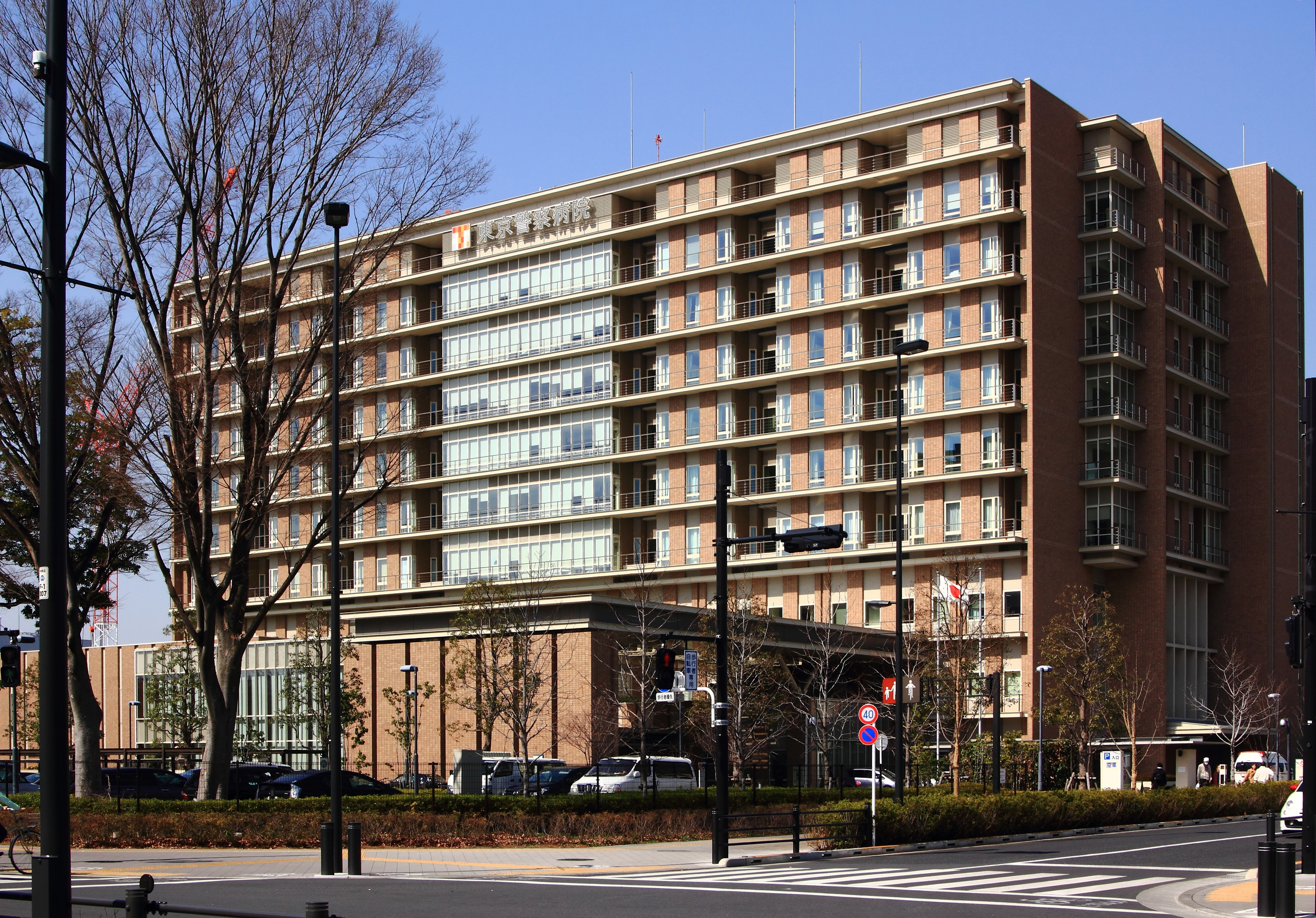
東京警察病院

千代田区富士見にあった東京警察病院が2008年に当地に移転してきたもの。詳細は当該項目を参照。

### 中学校

#### 中野区立中野中学校

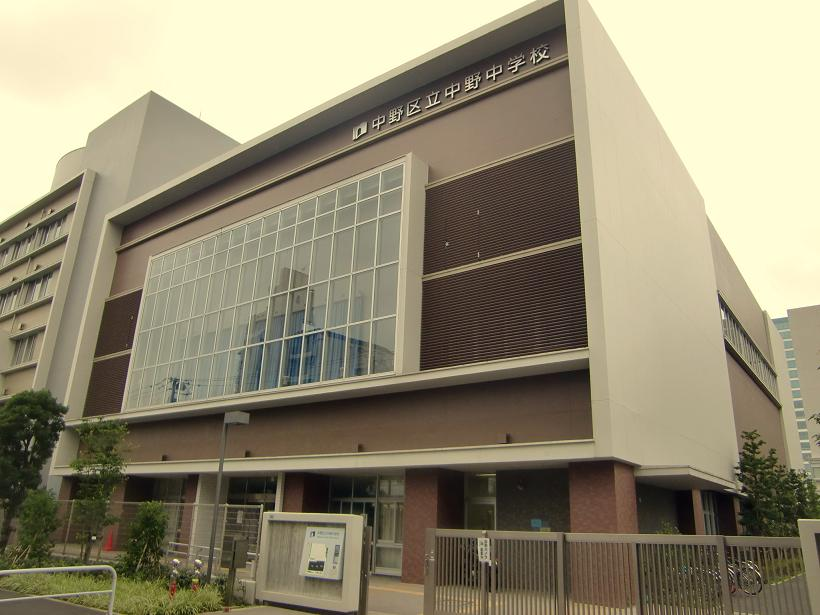
中野中学校

2012年に閉校した中野区立中央中学校跡地に2014年に新設された新校舎。中央中学校と第九中学校が統合された。

### その他施設（予定も含む）

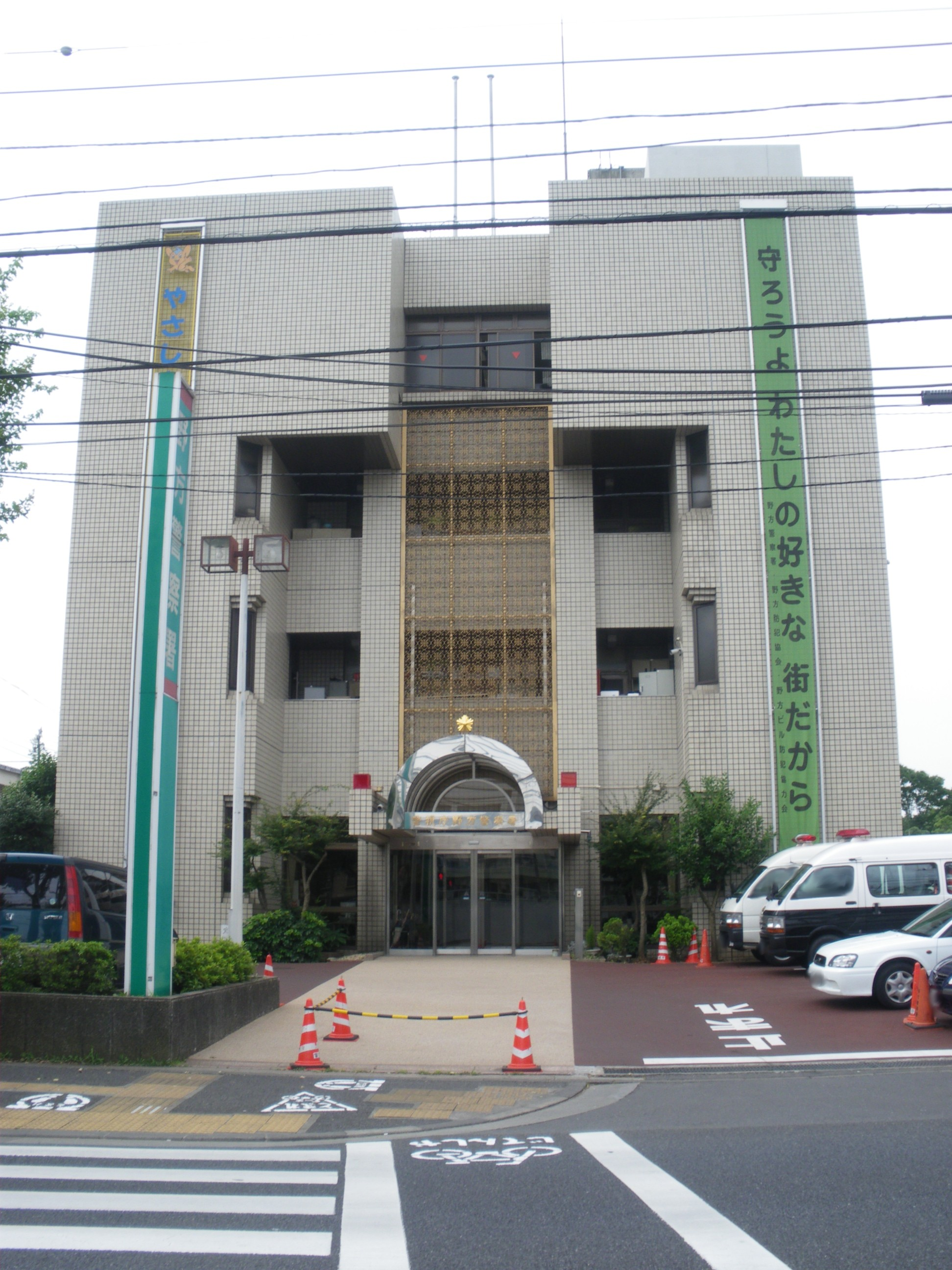
野方警察署

- 警視庁新庁舎
- 野方警察署
- 中野区役所新庁舎

## 交通アクセス
- 中央線快速・中央・総武緩行線・東京メトロ東西線・中野駅北口徒歩約5 - 10分。ただし、中野駅発着の関東バスを利用することも可能（中01系統・宿05系統のみ「中野区役所」。それ以外の系統は「中野四季の森公園」停留所下車）。
- 西武新宿線野方駅南口から関東バス中01・宿05を利用し「東京警察病院北門前」停留所下車。
- 西武池袋線・都営大江戸線練馬駅から関東バス中03を利用し「東京警察病院正門前」停留所下車。